# Fool to Cry
«Fool to Cry» — баллада рок-группы The Rolling Stones с их альбома Black and Blue 1976 года.
Песня была написана Миком Джаггером и Китом Ричардсом. Мик Тейлор в то время только покинул группу и Стоунз столкнулись с неожиданной проблемой поиска второго гитариста. Запись альбома Black and Blue явилась своего рода прослушиванием для новых гитаристов, и это привело к тому, что здесь на гитаре играет сессионный музыкант Уэйн Перкинс. Джаггер играет на электропианино, Ники Хопкинс исполняет партию на обычном пианино, а также на струнном синтезаторе.
Выпущенная ведущим синглом с альбома Black of Blue в 1976 году, «Fool to Cry» добралась до 6 позиции в хит-параде UK Singles Chart и до 10 на US Billboard Hot 100.
Композиция «Fool to Cry» стала единственным треком с альбома Black of Blue, который в дальнейшем появился на сборниках лучших песен группы, таких как: Forty Licks 2002 года и GRRR! 2012 года.

## Хит-парады
| Хит-парад (1976)                   | Лучшая позиция |
| ---------------------------------- | -------------- |
| Австралия (Kent Music Report)      | 45             |
| Бельгия/Фландрия (Ultratop 50)     | 16             |
| Канада (RPM Top Singles)           | 11             |
| Ирландия (IRMA)                    | 6              |
| Нидерланды (Dutch Top 40)          | 8              |
| Нидерланды (Single Top 100)        | 10             |
| Новая Зеландия (Recorded Music NZ) | 38             |
| Норвегия (VG-lista)                | 8              |
| Великобритания (OCC UK Singles)    | 6              |
| US Billboard Hot 100               | 10             |
| US Cash Box                        | 9              |
| US Record World                    | 23             |

| Хит-парад (1976)      | Позиция |
| --------------------- | ------- |
| Канада (RPM Year-End) | 115     |

## Музыкальное видео
Для продвижения сингла был выпущен видеоролик.

## Кавер-версии
- Лина Данэм, создательница и звезда сериала «Девчонки», отмеченного премией «Золотой глобус», поручила инди-попстерам Теган и Саре исполнить и записать Fool To Cry для официального саундтрека к сериалу[16].
- Певица и автор песен из США Тейлор Дейн исполняет эту песню на своём пятом студийном альбоме «Satisfied» (2008)[17].